# Oeștii Ungureni
Oeștii Ungureni – wieś w Rumunii, w okręgu Ardżesz, w gminie Corbeni. W 2011 roku liczyła 955 mieszkańców.